# 馬鈴薯麵包

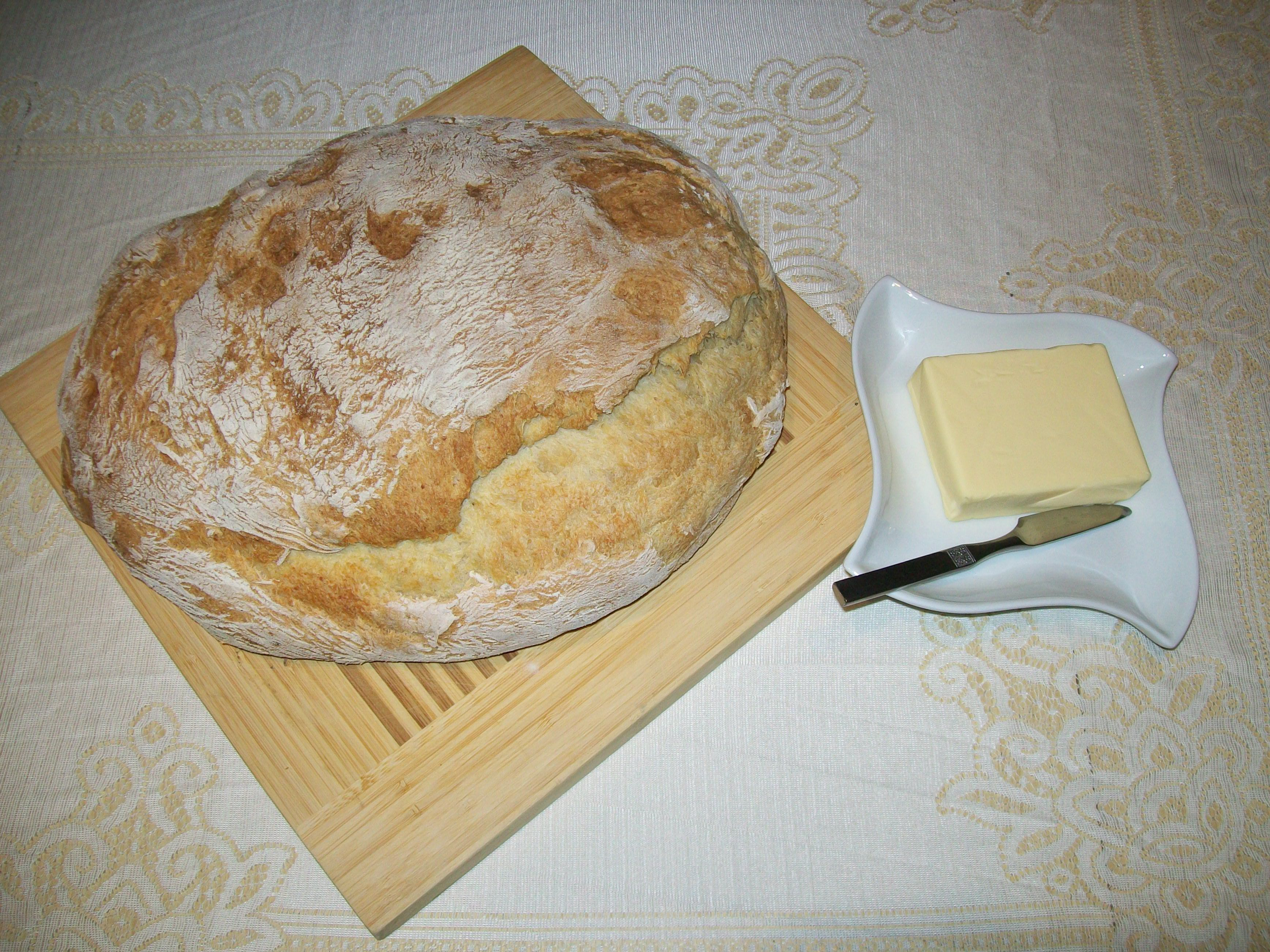
馬鈴薯麵包配奶油

馬鈴薯麵包是一種用馬鈴薯粉或馬鈴薯取代部分小麥麵粉製成的麵包。 有很多製作方式，包括用平板爐或裝在平底鍋加熱，或用烤箱烤熟。加或不加膨鬆劑都可以，也可以加入各式配料一起烤。馬鈴薯和麵粉的比例因食譜不同各有差異，有些食譜以馬鈴薯為主成分，有些則大部分是麵粉。有些食譜要搗碎馬鈴薯，有些則要把馬鈴薯除去水份。很多國家都買得到馬鈴薯麵包商品，烹調方式和材料都大同小異。

## 其它名稱
馬鈴薯麵包在不同區域也有不同的名稱包括：slims、fadge、potato cake、potato farls、在愛爾蘭稱為tatie bread。

## 變化

### 智利
在智利，馬鈴薯麵包以不同形式出現在智利南部的Chiloé菜餚中，最常見的麵包是「milcao」和「chapalele」，也是傳統「curanto餐食」的一部分。

### 德國
「Kartoffelbrot」是可能含有斯佩耳特小麥和裸麥粉的馬鈴薯麵包。
「Berches」是德國猶太人為安息日製作的麵包。跟其它阿什肯納茲猶太人的哈拉麵包類似，通常是做成辮子狀，不過與東部香甜又加了蛋的哈拉麵包不同，「berches」用煮熟搗碎後放涼的馬鈴薯，不加蛋，糖也只加一點點。不一定會加油，通常上面會刷上蛋液（麵團本身不加蛋）並灑上罌粟籽。雖然住在德國的德國猶太人越來越少，「berches」還是被一些意識到猶太麵包歷史的麵包師們繼續製作並流傳下去。

### 匈牙利
馬鈴薯麵包是匈牙利飲食的一部份。

### 愛爾蘭

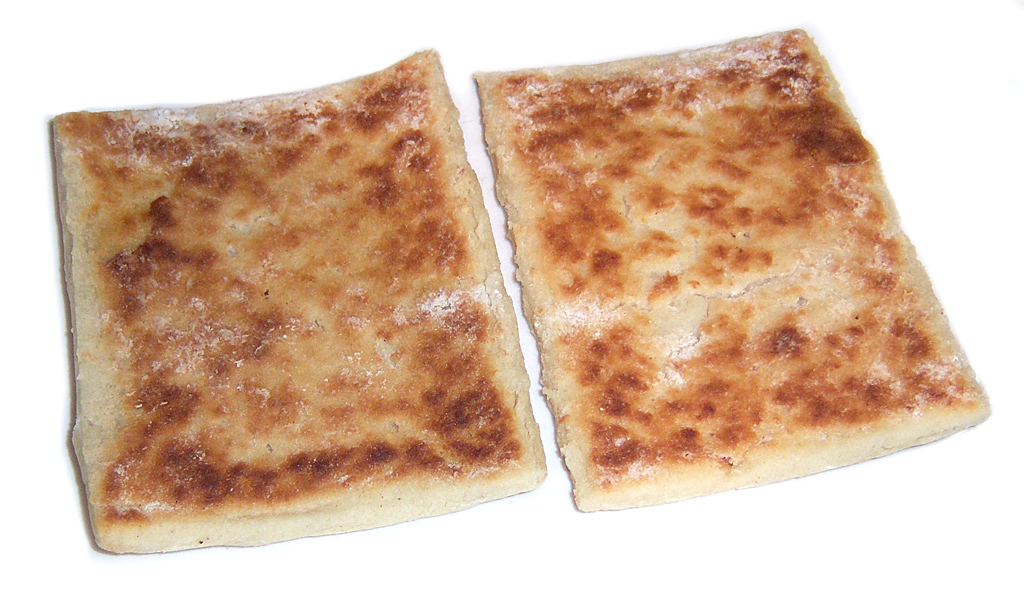
馬鈴薯蛋糕/麵包經常出現在Ulster fry裡

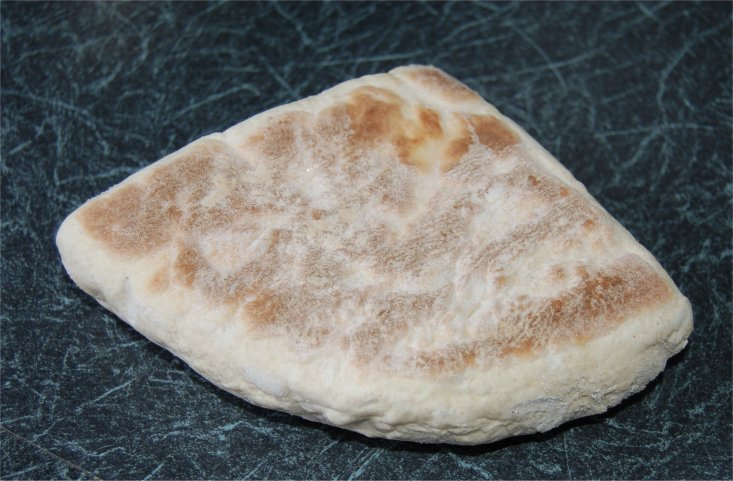
蘇打扁麵包（Soda farl）

馬鈴薯麵包或蛋糕在愛爾蘭很常見，稱為「boxty」，很多都使用常見的粉質馬鈴薯。
馬鈴薯扁麵包是一大塊圓餅，分成四份或切成方形 （通常厚度在0.5–1 cm左右）的馬鈴薯軟麵包，撲上少許麵粉；在阿爾斯特省，愛爾蘭北部特別常見。傳統上式組成Ulster fry餐食的獨特成分之一，兩面稍微炸過的馬鈴薯扁麵包，配著同樣炸過的蘇打扁麵包。也可以用烤的，塗奶油或搭配各種配菜一起吃。
蘋果馬鈴薯蛋糕或「fadge」，在蘋果成熟的秋季，是愛爾蘭東北方常見的美食。剛煮好的馬鈴薯混和融化的奶油、鹽和麵粉。 馬鈴薯麵團作為糕點麵皮，包住甜甜的蘋果餡料。

### 波蘭
「Okrągły chleb kartoflany 」是一種輕盈蓬鬆的馬鈴薯麵包。

### 蘇格蘭
蘇格蘭的「tattie scone」又稱為「tottie scone」或「potato scone」，與愛爾蘭的馬鈴薯扁麵包類似。通常也是將圓麵團分成四份，跟傳統蘇格蘭燕麥餅類似，有些會做成小圓餅。

### 美國
美國買得到馬鈴薯麵包，與工廠大量生產的白面包相似，是帶一點淺黃色澤的蓬鬆麵包，口感較粗糙，嘗得到少許馬鈴薯風味。

## 外部連結
- A common Irish recipe in Wikibooks
- Ireland's eye -potato bread recipe （页面存档备份，存于）